# Меланоны
Меланоны (лат. Melanonus) — род морских лучепёрых рыб из монотипического семейства меланоновых (Melanonidae) отряда трескообразных. Представители рода распространены в тропических, субтропических, умеренных и антарктических водах всех океанов. Максимальная длина тела составляет от 18,7 до 28 см.

## Описание
Тело удлинённое, сужается к хвостовому стеблю. Голова тупая, без подбородочного усика, покрыта многочисленными мелкими, мясистыми гребнями. Спинной плавник с длинным основанием, 67—81 мягкий луч; иногда смотрится как два плавника. В длинном анальном плавнике 50—61 мягкий луч. Спинной и анальный плавники тянутся до хвостового стебля и не сливаются с хвостовым плавником. В отличие от представителей семейства моровых отсутствует связь плавательного пузыря со слуховыми капсулами. Позвонков 58—62. Тело окрашено в тёмно-коричневый цвет.

## Классификация
В составе рода выделяют два вида:
- Melanonus gracilis Günther, 1878 — Изящный меланон[1]
- Melanonus zugmayeri Norman, 1930 — Малоротый меланон Цугмайера[1]